# イアン・マーフィー
イアン・マーフィー（Ian Murphy、1985年6月14日 - ）は、アメリカ合衆国の男性総合格闘家。カリフォルニア州コロナ出身。チーム・アルファメール所属。

## 来歴
2007年、カリフォルニア州立大学フラトン校の選手として全米学生選手権のフリースタイルで優勝。また、グレコローマンでも3位に入賞した。
2008年4月29日、プロデビュー戦となったDREAM.2のミドル級グランプリ1回戦でホナウド・ジャカレイと対戦し、チョークスリーパーで一本負けを喫した。

## 戦績
| 総合格闘技 戦績 | 総合格闘技 戦績 | 総合格闘技 戦績 | 総合格闘技 戦績 | 総合格闘技 戦績 | 総合格闘技 戦績 | 総合格闘技 戦績 |
| --------------- | --------------- | --------------- | --------------- | --------------- | --------------- | --------------- |
| 2 試合          | (T)KO           | 一本            | 判定            | その他          | 引き分け        | 無効試合        |
| 1 勝            | 1               | 0               | 0               | 0               | 0               | 0               |
| 1 敗            | 0               | 1               | 0               | 0               | 0               | 0               |

| 勝敗 | 対戦相手             | 試合結果                   | 大会名                                                             | 開催年月日    |
| ○    | クリス・ヴェラスケス | 1R 1:19 KO（パンチ連打）   | Carnage at the Creek 5                                             | 2009年3月12日 |
| ×    | ホナウド・ジャカレイ | 1R 3:37 チョークスリーパー | DREAM.2 ミドル級グランプリ2008 開幕戦 【ミドル級グランプリ 1回戦】 | 2008年4月29日 |